# سپراتور

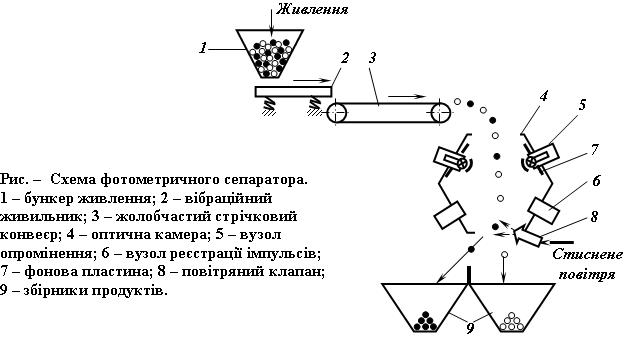
سپراتور

سپراتورها در سیستم فیلتراسیون به عنوان جداکننده هوا، روغن و آب می‌باشند. عموماً دو طرف الیاف میکروفایبرگلاس (کاغذ سپراتور) که فوق‌العاده از حساسیت بالایی برخوردار می‌باشد، توسط لایه‌هایی از پلی استر مهار می‌گردد و بیشتر در تأسیسات فراساحلی نفت‌وگاز استفاده می‌شود.

### الیاف فایبر گلاس
این گروه از فیلترها دارای ساختار نبافته و از الیاف مصنوعی شیشه مخلوط شده با رزین می‌باشند. سایز چشمه Pore size متفاوت بوده و فیلتراسیون در عمق صورت می‌گیرد. فیلترهای عمقی از رشته‌های فیبری نامنظم تشکیل شده که در چند لایه پیچیده شده‌اند.
ذرات موجود در جریان هوا را که از فیلتر عبور می‌کنند می‌توان به چندین روش جدا کرد. اگر ذرات، بزرگ‌تر از روزنه‌های صافی باشند، به‌طور مکانیکی جدا می‌شوند.
این روش اغلب برای ذراتی به کار برده می‌شود که بزرگتر از m 1 هستند. هر چه فیلتر فشرده‌تر، دارای فیبرهای باریک‌تر و روزنه‌هایش کوچک‌تر باشد، بازدهی صافی افزایش می‌یابد. ذراتی که بین μm 1/. و μm 1 هستند می‌توانند به وسیلهٔ فیبرهای صافی، که جریان هوا از میان آن‌ها حرکت می‌کند، جدا شوند؛ ولی ذراتی که به واسطه لختی‌شان به حرکت ادامه می‌دهند با فیبرهای فیلتر برخورد می‌کنند و به سطح آن می‌چسبند. در این خصوص با افزایش سرعت جریان و به کارگیری صافی‌های فشرده‌تر بازدهی فیلتر افزایش می‌یابد. ذرات خیلی کوچک (µm 1/ .<) که در جریان هوا به‌طور تصادفی حرکت می‌کنند، تحت تأثیر برخورد با مولکول‌های هوا قرار می‌گیرند. آن‌ها در جریان هوا معلق می‌مانند و در تمام مدت، جهت شان تغییر می‌کند، به همین علت به آسانی به فیبرهای فیلتر برخورد می‌کنند و به آن‌ها می‌چسبند. در این خصوص با کاهش سرعت جریان هوا و به کارگیری صافی‌های فشرده‌تری که از فیبرهای نازک‌تر تشکیل شده‌اند، بازدهی صافی افزایش می‌یابد.

ظرفیت جداکنندگی یک صافی ناشی از ظرفیت عناصر فرعی آن می‌باشد که در بالا به آن‌ها اشاره شد. در واقع از آن‌جا که هیچ صافی‌ای نمی‌تواند در مقابل اندازه‌های متفاوت ذرات، کارایی کامل داشته باشد، هر صافی در یک جایگاه معین قرار دارد. به این علت جداسازی ذراتی که بین µm 1/. و µm 4/. هستند.

### دسته بندی فیلتر
کارایی جداکنندگی فیلترها را نسبت به اندازه ذرات به خصوصی تعیین می‌کند. معمولاً کارایی جداکنندگی، %۹۵-۹۰ بیان می‌شود و به این معنی است که % ۱۰- ۵ تمام ذرات موجود در هوا، از میان صافی عبور می‌کنند. هم‌چنین صافی‌ای که برای ذراتی به اندازه µm 10 است و دارای کارایی جداسازی %۹۵ می‌باشد می‌تواند ذراتی که به اندازه µm 100 - 30 هستند را جدا سازد. آب و روغن معلق در هوا نیز همانند ذرات دیگر رفتار می‌کنند و می‌توانند با استفاده از یک صافی جدا شوند .

قطراتی که بر روی فیبرهای فیلتر تشکیل می‌شوند به علت نیروهای جاذبه‌ای، به طرف پایین صافی فرو می‌روند. صافی فقط روغن‌هایی را که به شکل هوا، ریز هستند می‌تواند جدا کند. اگر بخواهیم روغن‌هایی را که به شکل بخار هستند جدا کنیم، صافی باید دارای ماده جاذب مناسبی مانند کربن فعال باشد.

تمام فرایندهای جدا سازی منجر به افت فشار می‌شوند که به معنی افت انرژی در سیستم هوای فشرده است. فیلترهای ریز تر با ساختارهای فشرده تر باعث افزایش افت فشار می‌شوند و هم‌چنین سریع‌تر مسدود می‌شوند، بنابراین باید پیوسته تعویض شوند زیرا باعث افزایش هزینه می‌شوند.
بدین ترتیب، ابعاد فیلترها باید طوری در نظر گرفته شود که هم قادر باشند جریان‌های اسمی را از خود عبور دهند و هم حجم ظرفیت آن‌ها آن‌قدر باشد که بتواند افت فشار را بنابر درجه انسداد تحمل کنند.